# Еруции
Еруциите (gens Erucia) са конническа фамилия от Древен Рим.
Известни от фамилията:
- Теренций Страбон Еруций Хомул, суфектконсул 83 г.[1]
- Марк Еруций Клар, баща на консула Секст Еруций Клар
- Секст Еруций Клар, консул 117 и 146 г.[2]
- Гай Еруций Клар, консул 170 г.[3]
- Помпоний Еруций Триарий, вероятно син на консула от 170 г.[4]
- Гай Юлий Еруций Клар Вибиан, консул 193 г.[5]
- Гай Юлий Руфин Лаберий Фабиан Помпоний Триарий Еруций Клар Сосий Приск, син на консула от 193 г.